# Сосновка (Соловйовська сільрада)
Сосновка (рос. Сосновка) — присілок в Княгининському районі Нижньогородської області Російської Федерації.
Населення становить 24 особи. Входить до складу муніципального утворення Соловйовська сільрада.

## Історія
Від 2009 року входить до складу муніципального утворення Соловйовська сільрада.

## Населення
| 2002 | 2010 |
| ---- | ---- |
| 54   | ↘24  |